# Lista de prêmios e indicações recebidos por Barbie (filme)
Barbie é uma comédia de fantasia de 2023 dirigida por Greta Gerwig a partir de um roteiro co-escrito com Noah Baumbach. É o primeiro filme live-action baseado na boneca homônima da Mattel, após vários filmes e especiais animados por computador. O filme é estrelado por Margot Robbie como a personagem principal e Ryan Gosling como Ken, e segue a dupla em uma jornada de autodescoberta após passar por uma crise existencial; Robbie também atua como uma das produtoras do filme. O elenco de apoio inclui America Ferrera, Kate McKinnon, Issa Rae, Rhea Perlman e Will Ferrell.

## Premiações
| Prêmio                                        | Data                    | Categoria                                                                                     | Indicação                                                                          | Resultado    | Ref.          |
| --------------------------------------------- | ----------------------- | --------------------------------------------------------------------------------------------- | ---------------------------------------------------------------------------------- | ------------ | ------------- |
| AACTA Awards                                  | 10 de fevereiro de 2024 | Melhor Filme                                                                                  | Barbie                                                                             | Venceu       | [ 1 ]         |
| AACTA Awards                                  | 10 de fevereiro de 2024 | Melhor Diretor                                                                                | Greta Gerwig                                                                       | Indicado     | [ 1 ]         |
| AACTA Awards                                  | 10 de fevereiro de 2024 | Melhor Atriz                                                                                  | Margot Robbie                                                                      | Venceu       | [ 1 ]         |
| AACTA Awards                                  | 10 de fevereiro de 2024 | Melhor Ator Coadjuvante                                                                       | Ryan Gosling                                                                       | Venceu       | [ 1 ]         |
| AACTA Awards                                  | 10 de fevereiro de 2024 | Melhor Roteiro                                                                                | Greta Gerwig and Noah Baumbach                                                     | Indicado     | [ 1 ]         |
| AARP Movies for Grownups Awards               | 17 de janeiro de 2024   | Melhor Filme para Gente Grande                                                                | Barbie                                                                             | Indicado     | [ 2 ]         |
| AARP Movies for Grownups Awards               | 17 de janeiro de 2024   | Melhor Roteirista                                                                             | Greta Gerwig e Noah Baumbach                                                       | Venceu       | [ 2 ]         |
| ADG Excellence in Production Design Awards    | 10 de fevereiro de 2024 | Excelência em Design de Produção para Filme de Fantasia                                       | Sarah Greenwood                                                                    | Indicado     | [ 3 ]         |
| Advanced Imaging Society                      | 9 de fevereiro 2024     | Melhor Canção Original                                                                        | "I'm Just Ken"                                                                     | Venceu       | [ 4 ]         |
| Advanced Imaging Society                      | 9 de fevereiro 2024     | Melhor Uso de Alta Faixa Dinâmica – Filme                                                     | Barbie                                                                             | Venceu       | [ 4 ]         |
| African-American Film Critics Association     | 15 de janeiro de 2024   | Os Dez Melhores Filmes do Ano                                                                 | Barbie                                                                             | 10˚          | [ 5 ]         |
| Alliance of Women Film Journalists            | 4 de janeiro de 2024    | Melhor Filme                                                                                  | Barbie                                                                             | Indicado     | [ 6 ]         |
| Alliance of Women Film Journalists            | 4 de janeiro de 2024    | Melhor Diretor                                                                                | Greta Gerwig                                                                       | Venceu       | [ 6 ]         |
| Alliance of Women Film Journalists            | 4 de janeiro de 2024    | Melhor Diretora                                                                               | Greta Gerwig                                                                       | Indicado     | [ 6 ]         |
| Alliance of Women Film Journalists            | 4 de janeiro de 2024    | Melhor Roteirista (Mulher)                                                                    | Greta Gerwig                                                                       | Indicado     | [ 6 ]         |
| Alliance of Women Film Journalists            | 4 de janeiro de 2024    | Melhor Atriz                                                                                  | Margot Robbie                                                                      | Indicado     | [ 6 ]         |
| Alliance of Women Film Journalists            | 4 de janeiro de 2024    | Melhor Ator Coadjuvante                                                                       | Ryan Gosling                                                                       | Venceu       | [ 6 ]         |
| Alliance of Women Film Journalists            | 4 de janeiro de 2024    | Melhor Atriz Coadjuvante                                                                      | America Ferrera                                                                    | Indicado     | [ 6 ]         |
| Alliance of Women Film Journalists            | 4 de janeiro de 2024    | Melhor Roteiro Original                                                                       | Greta Gerwig e Noah Baumbach                                                       | Venceu       | [ 6 ]         |
| Alliance of Women Film Journalists            | 4 de janeiro de 2024    | Melhor Ensemble cast – Diretor de Elenco                                                      | Lucy Bevan e Allison Jones                                                         | Venceu       | [ 6 ]         |
| Editores de Cinema Estadunidenses             | 3 de março de 2024      | Prêmio dos Editores de Cinema Estadunidenses para Melhor Edição de FIlme – Comédia ou Musical | Nick Houy                                                                          | Indicado     | [ 7 ] [ 8 ]   |
| American Cinematheque's Tribute to the Crafts | 19 de janeiro de 2024   | Reconhecimento em Design de produção/Decoração – Longa-metragem                               | Sarah Greenwood e Katie Spencer                                                    | Honrado      | [ 9 ]         |
| American Cinematheque's Tribute to the Crafts | 19 de janeiro de 2024   | Reconhecimento em Canção Original – Longa-metragem                                            | "I'm Just Ken"                                                                     | Honrado      | [ 9 ]         |
| American Film Institute Awards                | 7 de dezembro de 2023   | Os Dez Melhores Filmes do Ano                                                                 | Barbie                                                                             | Venceu       | [ 10 ]        |
| Associação de Críticos de Cinema de Chicago   | 12 de dezembro de 2023  | Melhor Filme                                                                                  | Barbie                                                                             | Indicado     | [ 11 ]        |
| Associação de Críticos de Cinema de Chicago   | 12 de dezembro de 2023  | Melhor Diretor                                                                                | Greta Gerwig                                                                       | Indicado     | [ 11 ]        |
| Associação de Críticos de Cinema de Chicago   | 12 de dezembro de 2023  | Melhor Roteiro Original                                                                       | Greta Gerwig e Noah Baumbach                                                       | Indicado     | [ 11 ]        |
| Associação de Críticos de Cinema de Chicago   | 12 de dezembro de 2023  | Melhor Atriz                                                                                  | Margot Robbie                                                                      | Indicado     | [ 11 ]        |
| Associação de Críticos de Cinema de Chicago   | 12 de dezembro de 2023  | Melhor Ator Coadjuvante                                                                       | Ryan Gosling                                                                       | Indicado     | [ 11 ]        |
| Associação de Críticos de Cinema de Chicago   | 12 de dezembro de 2023  | Melhor Trilha Sonora Original                                                                 | Mark Ronson e Andrew Wyatt                                                         | Indicado     | [ 11 ]        |
| Associação de Críticos de Cinema de Chicago   | 12 de dezembro de 2023  | Melhor Figurino                                                                               | Jacqueline Durran                                                                  | Indicado     | [ 11 ]        |
| Associação de Críticos de Cinema de Chicago   | 12 de dezembro de 2023  | Melhor Direção de Arte/Design de Produção                                                     | Barbie                                                                             | Venceu       | [ 11 ]        |
| Associação de Críticos de Cinema de Chicago   | 12 de dezembro de 2023  | Melhor Uso de Efeitos Visuais                                                                 | Barbie                                                                             | Indicado     | [ 11 ]        |
| Astra Film and Creative Awards                | 6 de janeiro de 2024    | Melhor Filme                                                                                  | Barbie                                                                             | Venceu       | [ 12 ]        |
| Astra Film and Creative Awards                | 6 de janeiro de 2024    | Melhor Diretor                                                                                | Greta Gerwig                                                                       | Indicado     | [ 12 ]        |
| Astra Film and Creative Awards                | 6 de janeiro de 2024    | Melhor Roteiro Original                                                                       | Greta Gerwig e Noah Baumbach                                                       | Venceu       | [ 12 ]        |
| Astra Film and Creative Awards                | 6 de janeiro de 2024    | Melhor Atriz                                                                                  | Margot Robbie                                                                      | Venceu       | [ 12 ]        |
| Astra Film and Creative Awards                | 6 de janeiro de 2024    | Melhor Atriz Coadjuvante                                                                      | America Ferrera                                                                    | Indicado     | [ 12 ]        |
| Astra Film and Creative Awards                | 6 de janeiro de 2024    | Melhor Ator Coadjuvante                                                                       | Ryan Gosling                                                                       | Venceu       | [ 12 ]        |
| Astra Film and Creative Awards                | 6 de janeiro de 2024    | Melhor Elenco                                                                                 | Barbie                                                                             | Indicado     | [ 12 ]        |
| Astra Film and Creative Awards                | 26 de fevereiro de 2024 | Melhor Diretor de Elenco                                                                      | Allison Jones e Lucy Bevan                                                         | Venceu       | [ 12 ]        |
| Astra Film and Creative Awards                | 26 de fevereiro de 2024 | Melhor Figurino                                                                               | Jacqueline Durran                                                                  | Indicado     | [ 12 ]        |
| Astra Film and Creative Awards                | 26 de fevereiro de 2024 | Melhor Design de Produção                                                                     | Sarah Greenwood e Katie Spencer                                                    | Venceu       | [ 12 ]        |
| Astra Film and Creative Awards                | 26 de fevereiro de 2024 | Melhor Cabelo e Maquiagem                                                                     | Ivana Primorac                                                                     | Indicado     | [ 12 ]        |
| Astra Film and Creative Awards                | 26 de fevereiro de 2024 | Melhor Canção Original                                                                        | "Dance the Night" por Mark Ronson, Andrew Wyatt, Dua Lipa, e Caroline Ailin        | Indicado     | [ 12 ]        |
| Astra Film and Creative Awards                | 26 de fevereiro de 2024 | Melhor Canção Original                                                                        | "I'm Just Ken" por Mark Ronson e Andrew Wyatt                                      | Venceu       | [ 12 ]        |
| Astra Film and Creative Awards                | 26 de fevereiro de 2024 | Melhor Canção Original                                                                        | "What Was I Made For?" por Billie Eilish e Finneas O'Connell                       | Indicado     | [ 12 ]        |
| Astra Film and Creative Awards                | 26 de fevereiro de 2024 | Melhor Campanha Publicitária                                                                  | Barbie                                                                             | Venceu       | [ 12 ]        |
| Billboard Music Awards                        | 2023                    | Melhor Trilha Sonora                                                                          | Barbie: The Album                                                                  | Venceu       | [ 13 ]        |
| Celebração do Cinema e da Televisão           | 2023                    | Prêmio Inovador                                                                               | America Ferrera                                                                    | Venceu       | [ 14 ]        |
| Círculo dos Críticos de Cinema da Flórida     | 21 de dezembro de 2023  | Melhor Elenco                                                                                 | Barbie                                                                             | Indicado     | [ 15 ]        |
| Círculo dos Críticos de Cinema da Flórida     | 21 de dezembro de 2023  | Melhor Direção de Arte e Design de Produção                                                   | Barbie                                                                             | Indicado     | [ 15 ]        |
| Critics' Choice Movie Awards                  | 14 de janeiro de 2024   | Melhor Filme                                                                                  | Barbie                                                                             | Indicado     | [ 16 ]        |
| Critics' Choice Movie Awards                  | 14 de janeiro de 2024   | Melhor Diretor                                                                                | Greta Gerwig                                                                       | Indicado     | [ 16 ]        |
| Critics' Choice Movie Awards                  | 14 de janeiro de 2024   | Melhor Atriz                                                                                  | Margot Robbie                                                                      | Indicado     | [ 16 ]        |
| Critics' Choice Movie Awards                  | 14 de janeiro de 2024   | Melhor Ator Coadjuvante                                                                       | Ryan Gosling                                                                       | Indicado     | [ 16 ]        |
| Critics' Choice Movie Awards                  | 14 de janeiro de 2024   | Melhor Atriz Coadjuvante                                                                      | America Ferrera                                                                    | Indicado     | [ 16 ]        |
| Critics' Choice Movie Awards                  | 14 de janeiro de 2024   | Melhor Ator/Atriz Jovem                                                                       | Ariana Greenblatt                                                                  | Indicado     | [ 16 ]        |
| Critics' Choice Movie Awards                  | 14 de janeiro de 2024   | Melhor Conjunto de Atuação                                                                    | Barbie                                                                             | Indicado     | [ 16 ]        |
| Critics' Choice Movie Awards                  | 14 de janeiro de 2024   | Melhor Roteiro Original                                                                       | Greta Gerwig e Noah Baumbach                                                       | Venceu       | [ 16 ]        |
| Critics' Choice Movie Awards                  | 14 de janeiro de 2024   | Melhor Cinematografia                                                                         | Rodrigo Prieto                                                                     | Indicado     | [ 16 ]        |
| Critics' Choice Movie Awards                  | 14 de janeiro de 2024   | Melhor Edição                                                                                 | Nick Houy                                                                          | Indicado     | [ 16 ]        |
| Critics' Choice Movie Awards                  | 14 de janeiro de 2024   | Melhor Figurino                                                                               | Jacqueline Durran                                                                  | Venceu       | [ 16 ]        |
| Critics' Choice Movie Awards                  | 14 de janeiro de 2024   | Melhor Design de Produção                                                                     | Sarah Greenwood e Katie Spencer                                                    | Venceu       | [ 16 ]        |
| Critics' Choice Movie Awards                  | 14 de janeiro de 2024   | Melhor Trilha Sonora                                                                          | Mark Ronson e Andrew Wyatt                                                         | Indicado     | [ 16 ]        |
| Critics' Choice Movie Awards                  | 14 de janeiro de 2024   | Melhor Canção                                                                                 | "Dance the Night"                                                                  | Indicado     | [ 16 ]        |
| Critics' Choice Movie Awards                  | 14 de janeiro de 2024   | Melhor Canção                                                                                 | "I'm Just Ken"                                                                     | Venceu       | [ 16 ]        |
| Critics' Choice Movie Awards                  | 14 de janeiro de 2024   | Melhor Canção                                                                                 | "What Was I Made For?                                                              | Indicado     | [ 16 ]        |
| Critics' Choice Movie Awards                  | 14 de janeiro de 2024   | Melhor Cabelo e Maquiagem                                                                     | Barbie                                                                             | Venceu       | [ 16 ]        |
| Critics' Choice Movie Awards                  | 14 de janeiro de 2024   | Melhor Comédia                                                                                | Barbie                                                                             | Venceu       | [ 16 ]        |
| Grammy Awards                                 | 2024                    | Melhor Álbum Trilha Sonora em Mídia Visual                                                    | Barbie – Mark Ronson e Andrew Wyatt                                                | Indicado     | [ 17 ]        |
| Grammy Awards                                 | 2024                    | Melhor Canção em Mídia Visual                                                                 | "Barbie World" – Isis Naija Gaston, Ephrem Louis Lopez Jr. e Onika Maraj           | Indicado     | [ 17 ]        |
| Grammy Awards                                 | 2024                    | Melhor Canção em Mídia Visual                                                                 | "Dance the Night" por Mark Ronson, Andrew Wyatt, Dua Lipa, e Caroline Ailin        | Indicado     | [ 17 ]        |
| Grammy Awards                                 | 2024                    | Melhor Canção em Mídia Visual                                                                 | "I'm Just Ken" por Mark Ronson e Andrew Wyatt                                      | Indicado     | [ 17 ]        |
| Grammy Awards                                 | 2024                    | Melhor Canção em Mídia Visual                                                                 | "What Was I Made For?" por Billie Eilish e Finneas O'Connell                       | Venceu       | [ 17 ]        |
| Grammy Awards                                 | 2024                    | Melhor Vídeo Musical                                                                          | "What Was I Made For?" – Billie Eilish, Michelle An, Chelsea Dodson, e David Moore | Indicado     | [ 17 ]        |
| Oscar                                         | 10 de março de 2024     | Melhor Filme                                                                                  | David Heyman, Margot Robbie, Tom Ackerley e Robbie Brenner                         | Indicado     | [ 18 ]        |
| Oscar                                         | 10 de março de 2024     | Melhor Ator Coadjuvante                                                                       | Ryan Gosling                                                                       | Indicado     | [ 18 ]        |
| Oscar                                         | 10 de março de 2024     | Melhor Atriz Coadjuvante                                                                      | America Ferrera                                                                    | Indicado     | [ 18 ]        |
| Oscar                                         | 10 de março de 2024     | Melhor Roteiro Adaptado                                                                       | Greta Gerwig e Noah Baumbach                                                       | Indicado     | [ 18 ]        |
| Oscar                                         | 10 de março de 2024     | Melhor Figurino                                                                               | Jacqueline Durran                                                                  | Indicado     | [ 18 ]        |
| Oscar                                         | 10 de março de 2024     | Melhor Canção Original                                                                        | "I'm Just Ken" – Música e letras por Mark Ronson e Andrew Wyatt                    | Indicado     | [ 18 ]        |
| Oscar                                         | 10 de março de 2024     | Melhor Canção Original                                                                        | "What Was I Made For?" – Música e letras por Billie Eilish e Finneas O'Connell     | Venceu       | [ 18 ]        |
| Oscar                                         | 10 de março de 2024     | Melhor Design de Produção                                                                     | Diretor de arte: Sarah Greenwood; Decorador: Katie Spencer                         | Indicado     | [ 18 ]        |
| Prêmio Saturno                                | 4 de fevereiro de 2024  | Melhor Filme de Fantasia                                                                      | Barbie                                                                             | Indicado     | [ 19 ] [ 20 ] |
| Prêmio Saturno                                | 4 de fevereiro de 2024  | Melhor Direção de Filme                                                                       | Greta Gerwig                                                                       | Indicado     | [ 19 ] [ 20 ] |
| Prêmio Saturno                                | 4 de fevereiro de 2024  | Melhor Roteiro de Filme                                                                       | Greta Gerwig, e Noah Baumbach                                                      | Indicado     | [ 19 ] [ 20 ] |
| Prêmio Saturno                                | 4 de fevereiro de 2024  | Melhor Atriz em Filme                                                                         | Margot Robbie                                                                      | Venceu       | [ 19 ] [ 20 ] |
| Prêmio Saturno                                | 4 de fevereiro de 2024  | Melhor Ator Coadjuvante em Filme                                                              | Ryan Gosling                                                                       | Indicado     | [ 19 ] [ 20 ] |
| Prêmio Saturno                                | 4 de fevereiro de 2024  | Melhor Design de Produção Cinematográfica                                                     | Sarah Greenwood                                                                    | Venceu       | [ 19 ] [ 20 ] |
| Prêmio Saturno                                | 4 de fevereiro de 2024  | Melhor Música                                                                                 | Mark Ronson e Andrew Wyatt                                                         | Indicado     | [ 19 ] [ 20 ] |
| Prêmio Saturno                                | 4 de fevereiro de 2024  | Melhor Figurino de Filme                                                                      | Jacqueline Durran                                                                  | Indicado     | [ 19 ] [ 20 ] |
| Sociedade de Críticos de Cinema de Boston     | 2023                    | Melhor Ator Coadjuvante                                                                       | Ryan Gosling                                                                       | Venceu       | [ 21 ]        |
| St. Louis Film Critics Association            | 2023                    | Melhor Filme                                                                                  | Barbie                                                                             | vice-campeão | [ 22 ]        |
| St. Louis Film Critics Association            | 2023                    | Melhor Diretor                                                                                | Greta Gerwig                                                                       | vice-campeão | [ 22 ]        |
| St. Louis Film Critics Association            | 2023                    | Melhor Atriz                                                                                  | Margot Robbie                                                                      | vice-campeão | [ 22 ]        |
| St. Louis Film Critics Association            | 2023                    | Melhor Ator Coadjuvante                                                                       | Ryan Gosling                                                                       | Venceu       | [ 22 ]        |
| St. Louis Film Critics Association            | 2023                    | Melhor Conjunto                                                                               | Barbie                                                                             | vice-campeão | [ 22 ]        |
| St. Louis Film Critics Association            | 2023                    | Melhor Roteiro Original                                                                       | Greta Gerwig e Noah Baumbach                                                       | Venceu       | [ 22 ]        |
| St. Louis Film Critics Association            | 2023                    | Melhor Design de Produção                                                                     | Sarah Greenwood e Katie Spencer                                                    | Venceu       | [ 22 ]        |
| St. Louis Film Critics Association            | 2023                    | Melhor Figurino                                                                               | Jacqueline Durran                                                                  | Venceu       | [ 22 ]        |
| St. Louis Film Critics Association            | 2023                    | Melhor Trilha Sonora Musical                                                                  | Mark Ronson e Andrew Wyatt                                                         | Venceu       | [ 22 ]        |
| St. Louis Film Critics Association            | 2023                    | Melhor Comédia                                                                                | Barbie                                                                             | vice-campeão | [ 22 ]        |
| St. Louis Film Critics Association            | 2023                    | Melhor Cena                                                                                   | Monólogo de Gloria (America Ferrera) sobre padrões impossíveis para as mulheres    | Venceu       | [ 22 ]        |